# Gudrun Biffl

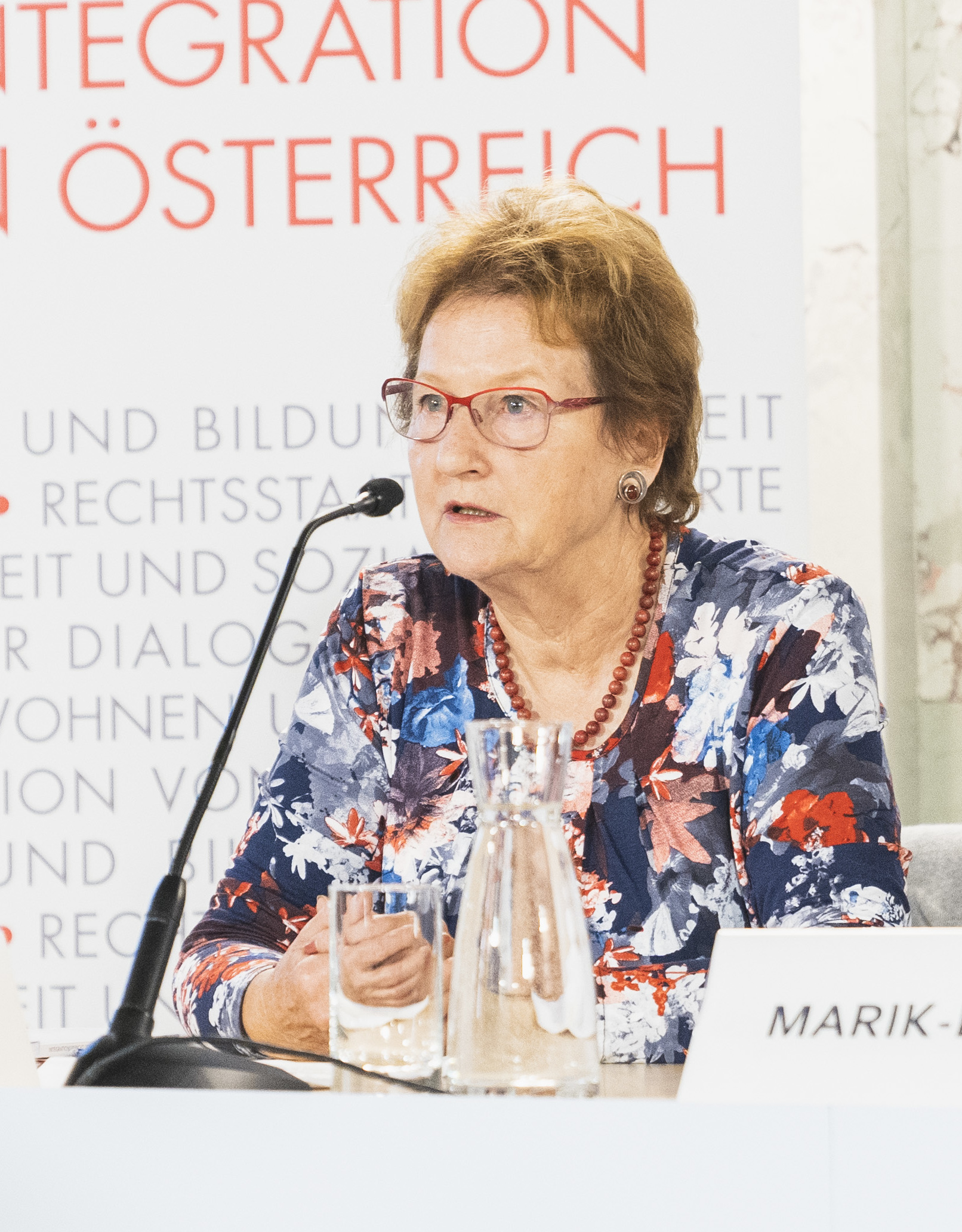
Gudrun Biffl (2019)

Gudrun Biffl (* 22. Jänner 1949 in Vöcklabruck als Gudrun Schobesberger) ist eine österreichische Wirtschaftswissenschaftlerin. Von 2008 bis September 2017 war sie Universitätsprofessorin für Migration, Integration und Sicherheit an der Donau-Universität Krems.

## Leben
Biffl besuchte ab 1959 das Realgymnasium in der Erlgasse in Wien 12, wo sie 1967 maturierte. Anschließend studierte sie an der Hochschule für Welthandel in Wien Handelswissenschaften, das Studium schloss sie 1972 als Magistra ab. Am Institut für Höhere Studien (IHS) in Wien machte sie 1972/73 eine postgraduale Ausbildung. 1973 begann sie ein Doktoratsstudium an der Newcastle University, wo sie 1975 einen Ph.D. erwarb. Von 1975 bis Anfang 2009 war sie am Österreichischen Institut für Wirtschaftsforschung (WIFO) wissenschaftliche Mitarbeiterin. 1993 habilitierte sie sich an der Wirtschaftsuniversität Wien im Bereich der Arbeitsmarkttheorie und Arbeitsmarktpolitik.
2008 übernahm sie den Lehrstuhl für Migration, Integration und Sicherheit an der Donau-Universität Krems. Von 2010 bis 2015 war sie zudem Dekanin der Fakultät für Wirtschaft und Globalisierung. Seit 2009 ist sie Mitglied des Statistikrates der Statistik Austria, zunächst als Vorsitz-Stellvertreterin, seit 2015 als dessen Vorsitzende für die Periode 2015 bis 2020. Von 2008 bis 2012 war sie außerdem Mitglied des Universitätsrates der Universität Linz. Gastprofessuren hatte sie unter anderem an der University of Canterbury und der Universität Melbourne sowie der Universität Graz, Vorlesungen hielt sie auch an der Hunan-Universität, der Universität Salzburg, der Technischen Universität Wien, der Wirtschaftsuniversität Wien und der Fachhochschule Burgenland.
Im September 2017 folgte ihr Mathias Czaika als Leiter des Departments für Migration und Globalisierung an der Donau-Universität Krems nach.

## Auszeichnungen
- 2009: Käthe-Leichter-Preis – Österreichischer Staatspreis für Frauenforschung, Geschlechterforschung und Gleichstellung in der Arbeitswelt
- 2009: Goldenes Verdienstzeichen der Republik Österreich[4]
- 2012: Liese-Prokop-Frauenpreis in der Kategorie Wissenschaft[5]
- 2017: Niederösterreichischer Kulturpreis – Würdigungspreis in der Kategorie Erwachsenenbildung[6][7]
- 2017: Gabriele-Possanner-Staatspreis – Würdigungspreis[8]

## Publikationen (Auswahl)
- 1994: Theorie und Empirie des Arbeitsmarktes am Beispiel Österreich, Springer Verlag, Wien/New York, ISBN 978-3-211-82605-8
- 1999: Arbeitsmarktindikatoren: Definition und Erhebung nach nationaler und EU-Methode, Hofstätter-Verlag, Wien 1999, ISBN 978-3-900936-06-8
- 2012: Migration and Health in Nowhereland – Access of Undocumented Migrants to Work and Health Care in Europe, gemeinsam mit Friedrich Altenburg und Carin Björngren-Cuadra, omninum, ISBN 978-3-99031-000-7
- 2015: Suchtverhalten & Migration: Zur Praxis der Präventionsarbeit in Österreich, gemeinsam mit Lydia Rössl, omninum, ISBN 978-3-99031-016-8